# Grundhaus (Kulmbach)
Grundhaus (oberfränkisch ebenfalls Grundhaus) ist ein Gemeindeteil der Großen Kreisstadt Kulmbach im Landkreis Kulmbach (Oberfranken, Bayern). Grundhaus liegt in der Gemarkung Kauernburg.

## Geografie
Die Einöde liegt im tief eingeschnittenen Tal des Kesselbachs. Eine Gemeindeverbindungsstraße führt nach Gumpersdorf (1,9 km nördlich) bzw. nach Kauernburg (1,1 km südlich).

## Geschichte
Grundhaus wurde 1800 erstmals schriftlich erwähnt. Der Ortsname nimmt Bezug auf die Talgrundlage des Ortes.
Von 1797 bis 1810 unterstand der Ort dem Justiz- und Kammeramt Kulmbach. Mit dem Gemeindeedikt wurde Grundhaus dem 1811 gebildeten Steuerdistrikt Kauerndorf und der 1812 gebildeten gleichnamigen Ruralgemeinde zugewiesen. 1818 erfolgte die Überweisung an die neu gebildete Ruralgemeinde Kauernburg. Am 1. April 1946 wurde Grundhaus im Zuge der Gebietsreform in Bayern nach Kulmbach eingegliedert.

### Einwohnerentwicklung
| Jahr      | 001818 | 001861 | 001871 | 001885 | 001900 | 001925 | 001950 | 001961 | 001970 | 001987 |
| Einwohner | 9      | 3      | 4      | 3      | 3      | 3      | 6      | 6      | 5      | 5      |
| Häuser    | 2      |        |        | 1      | 1      | 1      | 1      | 1      |        | 1      |
| Quelle    | [ 8 ]  | [ 11 ] | [ 12 ] | [ 13 ] | [ 14 ] | [ 15 ] | [ 16 ] | [ 17 ] | [ 18 ] | [ 1 ]  |

## Religion
Grundhaus ist evangelisch-lutherisch geprägt und nach St. Petrus (Kulmbach) gepfarrt.